# Hamid Ismail
Hamid Ismail Khalifa, né le 16 juin 1986, est un footballeur international qatarien, évoluant au poste de défenseur.

## Carrière
Ismail est formé à Al Sadd SC et intègre les équipes espoirs lorsqu'il est enfant. Il quitte le club en 2000 et poursuit sa formation avec le club d'Al-Arabi SC. En 2004, il joue son premier match en professionnel avec Al-Arabi. Ismail reste cinq saisons avec cette équipe avant de partir pour l'équipe d'Al-Rayyan SC.
Entretemps, il participe à une compétition appelé Khaleeji Olympic Cup avec la sélection qatarie des moins de vingt-trois ans. Il joue cinq matchs et inscrit trois buts ; il se voit même désigné meilleur joueur de cette compétition. À la suite de cette performance, il reçoit sa première sélection en équipe nationale A. 
Il est un des quatre joueurs nommés pour le titre de meilleur joueur de la saison 2010-2011 mais ne remporte pas cette distinction, finalement décernée à Bakari Koné. Peu de temps après, il est sélectionné par Bruno Metsu pour la Coupe d'Asie 2011.

## Palmarès
- Vainqueur de la Coupe Sheikh Jassem du Qatar en 2008 avec Al-Arabi et en 2012 avec Al-Rayyan
- Vainqueur de la Coupe du Qatar en 2010, 2011, 2013 et 2017
- Vainqueur de la Coupe Crown Prince de Qatar en 2012 avec Al-Rayyan
- Champion du Championnat du Qatar en 2016